# Carvalhal da Azoia
Carvalhal da Azoia é uma aldeia na freguesia de Samuel, do concelho de Soure. Segundo o censo de 2011, residiam na localidade 162 habitantes.